# Ruisseau de Dalou
Pour les articles homonymes, voir Dalou.
Le ruisseau de Dalou est une rivière du sud de la France, dans le département de l'Ariège et un sous-affluent de la Garonne par l'Ariège.Il traverse les villages  de Gudas, de Dalou et de Varilhes.Il traverse une dizaine de kilomètres de vallée entre sa source (se situant au col de Charcany, dans la commune de Gudas) et la commune de Dalou, puis parcourt encore quelques kilomètres dans l'agglomération varilhoise avant de se jeter dans l'Ariège.

## Géographie
De 12,3 km de longueur, le ruisseau de Dalou prend sa source dans les Pyrénées sur la commune de Gudas en Ariège et se jette dans l'Ariège en rive droite sur la commune de Varilhes

## Principales communes traversées
- Ariège : L'Herm, Dalou, Gudas, Varilhes.

## Principaux affluents
- Ruisseau de Martinayre : 1,4 km
- Ruisseau de Galage : 1,5 km
- Ruisseau de Ton : 4 km

## Hydrologie
Ce cours d'eau tend à s'assécher une grande partie de l'année (en particulier en été). Son bassin versant hydrogéologique dispose de ressource en eaux souterraines insuffisantes pour soutenir un débit d'étiage pérenne. Il connait donc un fonctionnement temporaire, en fonctions des régimes de précipitation et de la capacité des versant à se recharger.